# Football Club Gifu
Maillots
Actualités
Le FC Gifu (FC岐阜) est un club japonais de football basé à Gifu, capitale de la préfecture du même nom. Le club évolue en J. League 3 pour la saison 2023.

## Histoire
Le club de Gifu a été fondé en 2001. Le club a été promu en J.League 2 en 2008 après avoir battu le Honda Lock SC lors des barrages de promotion/relégation.
Après trois saisons entre la 12e et la 14e place et de 2011 à 2019 a joué le maintien dont le club sera relégué lors de cette saison en finissant dernier du championnat et joue depuis 2020 en troisième division.

## Palmarès
| Compétitions nationales | Compétitions internationales |
| - Néant                 | - Néant                      |

## Joueurs et personnalités du club

### Entraîneurs
Le tableau suivant présente la liste des entraîneurs du club depuis 2006.
| Rang | Nom              | Période   |
| ---- | ---------------- | --------- |
| 1    | Tetsuya Totsuka  | 2006-2007 |
| 2    | Hideki Matsunaga | 2007-2010 |
| 3    | Yasuharu Kurata  | 2010-2011 |
| 4    | Takahiro Kimura  | 2011-2012 |

| Rang | Nom             | Période   |
| ---- | --------------- | --------- |
| 5    | Koji Gyotoku    | 2012-2013 |
| 6    | Keiju Karashima | 2013-2014 |
| 7    | Ruy Ramos       | 2014-2016 |
| 8    | Megumu Yoshida  | 2016-2017 |

| Rang | Nom               | Période   |
| ---- | ----------------- | --------- |
| 9    | Takeshi Oki       | 2017-2019 |
| 10   | Makoto Kitano     | 2019-2020 |
| 11   | Zdravko Zemunovic | 2020      |
| 12   | Kenji Nakada      | 2020-2021 |

| Rang | Nom            | Période     |
| ---- | -------------- | ----------- |
| 13   | Takayoshi Amma | 2021-2022   |
| 14   | Toshiya Miura  | 2022        |
| 15   | Yuji Yokoyama  | 2022-2023   |
| 16   | Yusaku Ueno    | depuis 2023 |

## Bilan saison par saison
Ce tableau présente les résultats par saison du FC Gifu dans les diverses compétitions nationales et internationales depuis la saison 2008.
| Saison | Championnat | Championnat | Championnat | Championnat | Championnat | Championnat | Championnat | Championnat | Championnat | Championnat | Coupe du Japon   | Coupe de la Ligue |
| Saison | Division    | Pos         | Pts         | J           | V           | N           | D           | BP          | BC          | Diff.       | Coupe du Japon   | Coupe de la Ligue |
| ------ | ----------- | ----------- | ----------- | ----------- | ----------- | ----------- | ----------- | ----------- | ----------- | ----------- | ---------------- | ----------------- |
| 2008   | J2 League   | 13e         | 42          | 42          | 10          | 12          | 20          | 41          | 69          | -28         | 4e tour          | -                 |
| 2009   | J2 League   | 12e         | 62          | 51          | 16          | 14          | 21          | 62          | 72          | -10         | Quarts de finale | -                 |
| 2010   | J2 League   | 14e         | 45          | 36          | 13          | 6           | 17          | 32          | 45          | -13         | 2e tour          | -                 |
| 2011   | J2 League   | 20e         | 24          | 38          | 6           | 6           | 26          | 39          | 83          | -44         | 2e tour          | -                 |
| 2012   | J2 League   | 21e         | 35          | 42          | 7           | 14          | 21          | 27          | 55          | -28         | 2e tour          | -                 |
| 2013   | J2 League   | 21e         | 37          | 42          | 9           | 10          | 23          | 37          | 80          | -43         | 2e tour          | -                 |
| 2014   | J2 League   | 17e         | 49          | 42          | 13          | 10          | 19          | 54          | 61          | -7          | 2e tour          | -                 |
| 2015   | J2 League   | 20e         | 43          | 42          | 12          | 7           | 23          | 37          | 71          | -34         | 2e tour          | -                 |
| 2016   | J2 League   | 20e         | 43          | 42          | 12          | 7           | 23          | 47          | 71          | -24         | 1er tour         | -                 |
| 2017   | J2 League   | 18e         | 46          | 42          | 11          | 13          | 18          | 56          | 68          | -12         | 3e tour          | -                 |
| 2018   | J2 League   | 20e         | 42          | 42          | 11          | 9           | 22          | 44          | 62          | -18         | 2e tour          | -                 |
| 2019   | J2 League   | 22e         | 30          | 42          | 7           | 9           | 26          | 33          | 78          | -45         | 2e tour          | -                 |
| 2020   | J3 League   | 6e          | 56          | 34          | 16          | 8           | 10          | 50          | 39          | +11         | -                | -                 |
| 2021   | J3 League   | 6e          | 41          | 28          | 12          | 5           | 11          | 38          | 35          | +3          | 1er tour         | -                 |
| 2022   | J3 League   | 14e         | 37          | 34          | 10          | 7           | 17          | 43          | 53          | -10         | 2e tour          | -                 |
| 2023   | J3 League   | 8e          | 54          | 38          | 14          | 12          | 12          | 44          | 35          | +9          | 3e tour          | -                 |
| 2024   | J3 League   | 8e          | 53          | 38          | 15          | 8           | 15          | 64          | 56          | +8          | 2e tour          | 1er tour          |
| Saison | Division    | Pos         | Pts         | J           | V           | N           | D           | BP          | BC          | Diff.       | Coupe du Japon   | Coupe de la Ligue |
| Saison | Championnat |             |             |             |             |             |             |             |             |             | Coupe du Japon   | Coupe de la Ligue |